# 4.ª Brigada de Caballería (Ejército Imperial Japonés)
La 4.ª Brigada de Caballería del Ejército Imperial Japonés se formó originalmente el 1 de abril de 1909.
Fue asignada al Ejército de Kwantung en abril de 1933 como parte del Grupo de Caballería. Luego fue asignado al Grupo de Caballería del Ejército Japonés del Área del Norte de China, en junio de 1938. El 5 de septiembre de 1939, la 4.ª Brigada de Caballería fue puesta directamente bajo el Ejército del Área del Norte de China. De nuevo con el Grupo, fue asignada al Ejército de Guarnición de Mongolia en febrero de 1939. Asignado al 12.º Ejército en diciembre de 1942.

## Organización
- 4.ª Brigada de Caballería
  - 25.º Regimiento de Caballería
  - 26.º Regimiento de Caballería
  - Brigada de artillería montada regimiento

- Adiciones posteriores
  - Brigada de ametralladora
  - Brigada de la escuadrilla de artillería antitanque.
  - Brigada de tanques
  - Batallón de Infantería Independiente (motorizado)
  - Escuadrón de Ingenieros Independientes (motorizado)
  - 4.º Regimiento de Artillería Montada
  - 72.º Regimiento de Caballería

- Datos: Q5971523